# Breeders' Cup Juvenile Turf
Groupe 1
La Breeders' Cup Juvenile Turf est l'une des épreuves de la Breeders' Cup. Elle est ouverte aux poulains et pouliches de 2 ans et se déroule sur la distance de 1 600 m sur le gazon.
Ajoutée au programme de la Breeders' Cup en 2007, cette épreuve dotée de 1 000 000 $, courue le vendredi, a acquis le statut de groupe 1 en 2011.

## Palmarès
| Année | Hippodrome       | Vainqueur         | Pays        | Père               | Jockey            | Entraîneur       | Propriétaire                | Deuxième           | Troisième          | Temps   |
| ----- | ---------------- | ----------------- | ----------- | ------------------ | ----------------- | ---------------- | --------------------------- | ------------------ | ------------------ | ------- |
| 2024  | Del Mar          | Henri Matisse     | Irlande     | Wootton Bassett    | Ryan Moore        | Aidan O'Brien    | Coolmore                    | Iron Man Cal       | Aomori City        | 1'34"48 |
| 2023  | Santa Anita Park | Unquestionable    | Irlande     | Wootton Bassett    | Ryan Moore        | Aidan O'Brien    | Al Shaqab Racing & Coolmore | Mountain Bear      | My Boy Prince      | 1'33"65 |
| 2022  | Keeneland        | Victoria Road     | Irlande     | Saxon Warrior      | Ryan Moore        | Aidan O'Brien    | Coolmore                    | Silver Knott       | Nagirroc           | 1'35"99 |
| 2021  | Del Mar          | Modern Games      | Royaume-Uni | Dubawi             | William Buick     | Charlie Appleby  | Godolphin Racing            | Tiz The Bomb       | Mackinnon          | 1'34"72 |
| 2020  | Keeneland        | Fire At Will      | États-Unis  | Declaration of War | Ricardo Santana   | Michael Maker    | Three Diamonds Farm         | Battleground       | Outadore           | 1'35"81 |
| 2019  | Santa Anita Park | Structor          | États-Unis  | Palace Malice      | José Ortiz        | Chad Brown       | J. Drown & Rachel Don       | Billy Batts        | Gear Jockey        | 1'35"11 |
| 2018  | Churchill Downs  | Line of Duty      | Royaume-Uni | Galileo            | William Buick     | Charlie Appleby  | Godolphin Racing            | Uncle Benny        | Somelikeithotbrown | 1'40"60 |
| 2017  | Del Mar          | Mendelssohn       | Irlande     | Scat Daddy         | Ryan Moore        | Aidan O'Brien    | J.Magnier, D.Smith, M.Tabor | Untamed Domain     | Voting Control     | 1'36"97 |
| 2016  | Santa Anita Park | Oscar Performance | États-Unis  | Kitten's Joy       | José Ortiz        | Brian Lynch      | Amerman Racing Stables      | Lancaster Bomber   | Good Samaritan     | 1'33"28 |
| 2015  | Keeneland        | Hit It a Bomb     | Irlande     | War Front          | Ryan Moore        | Aidan O'Brien    | Evelyn-M. Stockwell         | Airoforce          | Birchwood          | 1'38"86 |
| 2014  | Santa Anita Park | Hootenanny        | États-Unis  | Quality Road       | Lanfranco Dettori | Wesley Ward      | J.Magnier, D.Smith, M.Tabor | Luck of The Kitten | Daddy D.T.         | 1'34"79 |
| 2013  | Santa Anita Park | Outstrip          | Royaume-Uni | Exceed And Excel   | Mike Smith        | Charlie Appleby  | Godolphin Racing            | Giovanni Boldini   | Bobby's Kitten     | 1'33"20 |
| 2012  | Santa Anita Park | George Vancouver  | Irlande     | Henrythenavigator  | Ryan Moore        | Aidan O'Brien    | J.Magnier, D.Smith, M.Tabor | Noble Tune         | Balance The Book   | 1'33"78 |
| 2011  | Churchill Downs  | Wrote             | Irlande     | High Chaparral     | Ryan Moore        | Aidan O'Brien    | J.Magnier, D.Smith, M.Tabor | Excaper            | Farraaj            | 1'37"41 |
| 2010  | Churchill Downs  | Pluck             | États-Unis  | More Than Ready    | Garrett Gomez     | Todd Pletcher    | Team Valor                  | Soldat             | Willcox Inn        | 1'36"98 |
| 2009  | Santa Anita Park | Pounced           | Royaume-Uni | Rahy               | Lanfranco Dettori | John Gosden      | Lady Serena Rothschild      | Bridgetown         | Interactif         | 1'35"47 |
| 2008  | Santa Anita Park | Donativum         | Royaume-Uni | Cadeaux Genereux   | Lanfranco Dettori | John Gosden      | Haya de Jordanie / Darley   | Westphalia         | Coronet of A Baron | 1'34"68 |
| 2007  | Monmouth Park    | Nownownow         | États-Unis  | Mr. Greeley        | Julien Leparoux   | François Parisel | Fab Oak Stable              | Achill Island      | Cannonball         | 1'40"48 |